# Juninho Pernambucano
Antônio Augusto Ribeiro Reis Júnior (Recife, 30 de enero de 1975), más conocido como Juninho Pernambucano o simplemente Juninho, es un exfutbolista brasileño que se desempeñó en la posición de centrocampista que fue recientemente director deportivo del club francés Lyon. Destacado por sus tiros libres, es ampliamente considerado en el ámbito deportivo como el mejor especialista en lanzamientos de falta de todos los tiempos.
Llevó al Olympique de Lyon a ganar en siete ediciones consecutivas la Ligue 1 antes de dejar el club en 2009, habiendo marcado 100 goles en 350 partidos oficiales para el Lyon. Desde su debut internacional en 1999, Juninho jugó sesenta y cuatro partidos para la selección de Brasil y anotó seis goles. Jugó la Copa América 2001 y se retiró de la canarinha tras el Mundial 2006.

## Trayectoria
Juninho inició su carrera en el Sport Recife, donde debutó en 1993 en la Serie A de Brasil y rápidamente se estableció como una estrella en ascenso en el fútbol brasileño. En este equipo ganó el Campeonato Pernambucano de 1994 y luego el primer Campeonato do Nordeste. En 1995, fichó por el Vasco da Gama, donde se consagró dos veces campeón local y a nivel internacional ganó tanto la Copa Mercosur como la Copa Libertadores. En este equipo, disputó 110 partidos y marcó 24 goles.
Aunque dejó el Vasco por el Lyon tras una pelea judicial, sigue siendo considerado uno de los favoritos de los aficionados del Vasco. Juninho ha sido citado en un clásico coro cantado por los hinchas recordando su gol de tiro libre contra el River Plate en el Estadio de River Plate, durante la 1998. Libertadores que ayudó al club a llegar a la final contra Barcelona de Guayaquil, que ganó. Juninho jugó 295 partidos con el Vasco entre 1995 y 2001.

### Olympique de Lyon
En 2001, migró hasta Francia para fichar por el Olympique de Lyon, club con el que ganó siete veces seguidas la Ligue 1. Anotó su gol número 100 con el cuadro lionés el día 23 de mayo de 2009. Aquel tanto lo marcó de penalti contra el Caen en el estadio de Gerland, con lo que se convirtió en el cuarto máximo goleador de la historia del club, tras Fleury Di Nallo (222), Bernard Lacombe (149) y Serge Chiesa (134). Además, es el máximo goleador del equipo en competiciones europeas: 18 goles en 65 partidos.
Juninho destacó en el Lyon gracias a su juego y especialmente a sus formidables tiros libres. Es considerado uno de los mejores y más impredecibles tiradores del mundo, al igual que Siniša Mihajlović y Andrea Pirlo. Juninho anotó cien goles, incluidos cuarenta y cuatro en tiros libres con el Lyon. Ganó siete veces el campeonato de Francia con el Lyon y fue elegido mejor jugador de 2006. También es designado, por la Unión Sindical de Periodistas Deportivos de Francia (USJSF), como deportista ese mismo año. Durante la temporada 2007-08, ganó tres trofeos con el club: el Champions Trophy en julio de 2007, la Ligue 1 y la Copa de Francia en mayo de 2008. Las cifras también muestran que está involucrado directa o indirectamente en el 40 % de los goles de su equipo desde su primer partido en el club (ya sea en juego o en un tiro libre). También fue un jugador con un temperamento fuerte, como lo demuestran sus cincuenta y siete tarjetas amarillas y cuatro tarjetas rojas recibidas durante su período de Lyon (noventa y cuatro amarillas y ocho rojas a lo largo de su carrera).
El 24 de febrero de 2009, en el partido de vuelta de los octavos de la Liga de Campeones, Junininho marcó ante el F. C. Barcelona su gol número 17 en la Champions, convirtiéndose en el máximo goleador de la historia del Olympique de Lyon en esta competición. Fue anotado con un tiro libre muy descentrado en el lado izquierdo de la portería de Víctor Valdés.
El 26 de mayo de 2009, el presidente del Lyon Jean-Michel Aulas anunció en rueda de prensa que el club había aceptado la petición de Juninho de dejar el Lyon al final de la temporada como agente libre, a pesar de que al jugador aún le quedaba un año de contrato. Durante la rueda de prensa, Juninho se sentó junto a Aulas y se marchó sin decir palabra.

### Al-Gharrafa
En junio de 2009, tras finalizar su contrato con el Lyon, fichó por dos temporadas por el Al-Gharrafa de Catar. para el día 18 de julio, Juni está comprometido durante dos años con el equipo catarí por un monto de 2.5 millones de euros y recibe un salario de 3 M€ excluyendo varios bonos, para terminar su carrera. Después de haber tenido contacto con el Génova, Lazio y Roma en particular, el ex-Lyon prefirió la tranquilidad del golfo Pérsico.
Sus comienzos fueron notables: se convirtió en capitán y continuó registrando sus famosos tiros libres. En febrero de 2011, deleita a los espectadores en Catar al anotar un magnífico gol contra un contendiente al título. Para su primer año en Catar, el brasileño ganó el Campeonato de Catar y la Copa del Príncipe Heredero de Catar. En marzo de 2011 decidió terminar su carrera en su club de entrenamiento, Vasco de Gama.

### Regreso a Río (2011-2012)
Ansioso por volver a su país, Juninho firmó su regreso a Vasco da Gama en abril de 2011. Lleva allí el número 8 al igual que su número en el Olympique Lyonnais. Juninho recibió bonos por objetivos, así como el 50% de los contratos publicitarios del club. Para su primer partido bajo los colores de su nuevo club, marcó el único gol de su equipo en la derrota 3-1 ante el S. C. Corinthians con un tiro libre de más de 34m.
Con el Vasco da Gama llegó a las semifinales en la Copa Sudamericana 2011, siendo eliminados por la Universidad de Chile, el equipo que terminó siendo campeón de aquel torneo.

### New York Red Bulls (2012-2013)
El 17 de diciembre de 2012, Juninho fichó con el New York Red Bulls de la Major League Soccer, uniéndose a Thierry Henry. El 16 de febrero de 2013, marcó su primer gol en un amistoso contra Nueva Inglaterra, y el 7 de marzo, jugó su primer partido oficial en la MLS en el empate 3-3 ante Portland Timbers.
El 17 de abril de 2013, con solo unos minutos restantes en el partido entre su equipo y el Sporting Kansas City, Juninho se apresura a devolver el balón al portero rival Jimmy Nielsen, para que este último pase rápidamente la línea de seis metros. Sin embargo, Juninho se enoja y luego dispara al portero, siendo expulsado por esa acción. Juninho explicaría que «perdió los estribos». Rescindió su contrato por mutuo consentimiento el 3 de julio.

### Regreso a Vasco y retiro (2013-2014)
El 11 de julio de 2013, el Vasco da Gama anunció el regreso de Juninho al club. El jugador marcó y asistió en su tercer debut con el Vasco, en una victoria por 3–1 ante su rival Fluminense. Marcó su primer gol de la temporada en casa ante el Criciúma con un lanzamiento de falta desde 32 metros, asistiendo también a Edmílson para el tercer gol del partido. Jugó su tercer partido con el Vasco da Gama contra otro equipo rival Botafogo, asistiendo a André en el primer gol del Vasco, en una derrota por 3– 2 derrota. Jugó su sexto partido contra Grêmio e hizo otra asistencia. Fue su cuarta asistencia en el Campeonato Brasileiro. Juninho hizo su quinta asistencia contra el Sport Club Corinthians Paulista; el partido acabó en empate a 1. Jugó su decimosexto partido contra el rival del Vasco, el Botafogo, e hizo dos asistencias; el partido terminó con un empate a 2–2 después de que el Botafogo se hubiera adelantado por 2–0. Juninho jugó 16 partidos con el Vasco en su tercera etapa en el club, marcando 2 goles y dando 7 asistencias en el Campeonato Brasileño.
Se retiró del fútbol profesional el 2 de febrero de 2014. Durante sus años en el Vasco da Gama, Juninho ganó seis títulos: el Campeonato Brasileño en 1997 y 2000, el Campeonato Carioca en 1998, el Torneo Río-São Paulo en 1999, la Copa Libertadores en 1998 y la Copa Mercosur en 2000. En total, jugó 393 partidos con el club y marcó 76 goles.
Tras su retirada, Juninho trabajó como comentarista de fútbol para la cadena deportiva brasileña Rede Globo, etapa que finalizó en 2018.

## Selección nacional
Debutó con la selección de fútbol de Brasil el 28 de marzo de 1999. Desde entonces participó en 40 partidos. Bajo las órdenes de Carlos Alberto Parreira, ganó la Copa Confederaciones de 2005 y participó en la Copa Mundial de Fútbol de 2006, marcando un gol contra Japón en la primera ronda. En los cuartos de final, después de la derrota contra Francia (0-1), anunció su retiro de la selección y posteriormente lanzó una polémica en el seno del plantel:

Ahora los jóvenes deben pensar hacia adelante. Brasil tiene a una generación joven, a jugadores que van a disputar otras Copas, sin olvidar a los que ya fueron campeones del mundo, como Ronaldinho, Ronaldo, Dida, Cafú, Kaká...»
Juninho Pernambucano.

### Participaciones en Copa América
| Copa              | Sede     | Resultado        | Partidos | Goles |
| ----------------- | -------- | ---------------- | -------- | ----- |
| Copa América 1999 | Paraguay | Campeón          | 0        | 0     |
| Copa América 2001 | Colombia | Cuartos de final | 4        | 0     |

### Participaciones en Copa Confederaciones
| Copa                      | Sede     | Resultado | Partidos | Goles |
| ------------------------- | -------- | --------- | -------- | ----- |
| Copa Confederaciones 2005 | Alemania | Campeón   | 3        | 1     |

### Participaciones en Copas del Mundo
| Copa              | Sede     | Resultado        | Partidos | Goles |
| ----------------- | -------- | ---------------- | -------- | ----- |
| Copa Mundial 2006 | Alemania | Cuartos de final | 3        | 1     |

## Trayectoria como director
En mayo de 2019, Juninho fue nombrado director de fútbol de su antiguo club Lyon. Su primera decisión fue nombrar al excompañero de la brasileña internacional Sylvinho como entrenador del equipo francés de la Ligue 1.

## Estilo de juego
Un centrocampista diestro talentoso, más allá de sus cualidades como especialista en jugadas a balón parado, Juninho también era conocido por su habilidad como creador de juego ofensivo y por su habilidad para producir pases efectivos, lo que lo llevó a dar asistencias a muchos de sus compañeros de equipo a lo largo de su carrera. También estaba dotado de una buena capacidad técnica e inteligencia, así como una excelente visión y rango de pase, y una habilidad de golpeo potente y precisa desde lejos; además, recibió elogios de los medios de comunicación por su tenacidad, ritmo de trabajo, compostura bajo presión, carácter fuerte y liderazgo, que lo vieron servir como capitán del club tanto en Olympique de Lyon como en Al-Gharafa. Jugador polivalente, aunque habitualmente jugaba como mediocampista ofensivo, también era capaz de jugar como extremo o como mediocampista central. Thierry Henry destaca a Juninho como «el mejor tirador de la historia».
Una investigación realizada por el periódico L'Équipe que data de diciembre de 2006 mostró que el 45% de los goles del Olympique Lyonnais provino, directa o indirectamente, de su creador de juego. El Lyon nunca perdió en la liga cuando Juninho anotó un tiro libre.

### Lanzamiento de falta

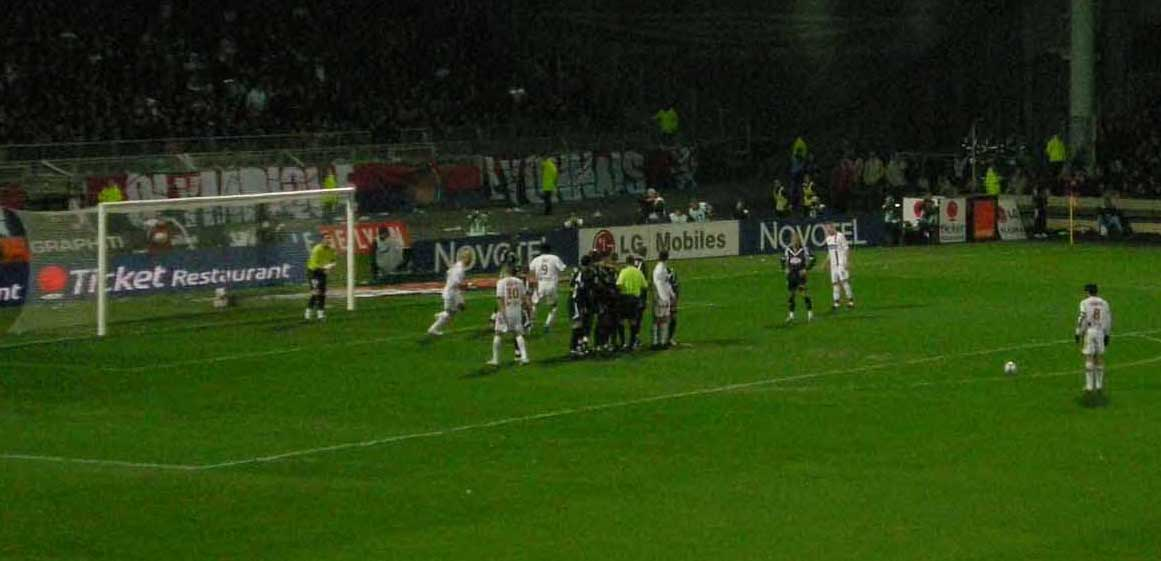
Juninho en la previa de un tiro libre con el Lyon en 2009.

Juninho ha sido descrito como «uno de los lanzadores de falta más temidos del mundo». Con frecuencia clasificado como el mayor exponente de los tiros libres, el método que usó para los tiros libres de largo alcance es «nudillos», donde la pelota casi no tiene movimiento giratorio durante el vuelo. Una bola de nudillos exitosa se «moverá» o «se tambaleará» en el aire de manera impredecible, virando en varias direcciones diferentes (lo que dificulta la parada) antes de encontrar la red.
Anotó 44 goles de tiro libre con el Lyon, lo que lo convierte en uno de los mejores del mundo en este campo. En toda su carrera, Juninho logró marcar 80 goles de tiro libre, por lo que se le considera como uno de los mejores lanzadores de tiros libres de la historia.

#### Algunos de estos tiros libres se citan con mayor frecuencia en la prensa
- El tiro libre marcado en 5 de noviembre de 2003 al portero Oliver Kahn, del Bayern de Múnich, considerado uno de los mejores arqueros del mundo, en la fase de grupos de la Liga de Campeones 2003-04. Es un tiro libre a 35 m donde el balón tomó una trayectoria seca y elevada, rebotando así en la cruceta e introduciéndose en el interior de la portería, donde el temido portero en un intento de atrapar la pelota termina estrellándose en el poste.
- El 3 de octubre de 2004, en uno de los derbis más llamativos entre AS Saint-Étienne y Olympique Lyon, anota un tiro libre sobre el muro que termina en la pequeña red de Jérémy Janot abriendo el marcador. Juninho luego anotó otro gol permitiendo que el suyo ganara después de ser liderado 2-1 unos minutos antes del final del juego.
- Frente al Werder Bremen el 23 de febrero de 2005 durante las etapas eliminatorias de la Liga de Campeones 2004-05, a 35 m, ligeramente descentrado para el tragaluz opuesto.
- El que marcó contra el Toulouse Football Club Club en la Ligue 1 en la primavera de 2005 a poco más de 30 m después de solo tres minutos de juego. Revault, el portero del Toulouse, tomó esa misma noche dos tiros libres de Juni en el mismo partido, un percance que le sucedería más tarde a Fabien Cool, de AJ Auxerre en 2002 y a Lionel Letizi de OGC Nice en 2008.
- El marcado contra el Real Madrid y su icónico portero Iker Casillas, el septiembre de 2005 en la fase de grupos de la Liga de Campeones 2005-06, está registrado 29 m, alrededor de 126 km / h, y permite a los Lyon ganar su primera victoria contra el Madrid.
- El marcado en la liga contra el AC Ajaccio el 4 de marzo de 2006, con un tiro potente y seco con una trayectoria flotante a una distancia de 41 m.
- El 17 de octubre de 2006 en el césped del Dynamo Kiev, coloca la pelota en el dormer con una patada fija, logrando darle a la pelota una trayectoria «suspendida e improbable» y, por lo tanto, contribuye a la victoria por 3-0
- El tiro libre anotó contra el FC Barcelona en el Camp Nou el 27 de noviembre de 2007 durante la fase de grupos de la Liga de Campeones 2007-08, cuando se colocó a unos 45 m, con rebote. Juninho también anotó un penal más tarde en el juego, firmando un doble y ofreciendo un empate 2-2 a su equipo.
- El marcado contra CS Sedan Ardennes el 7 de mayo de 2008, cuando se colocó a 37,2 m. La trayectoria «improbable» del balón lo convierte en uno de los tiros libres más hermosos de Juninho. El único gol del partido, calificó al Olympique Lyonnais para la final de la Copa de Francia 2007-08.
- El que marcó contra el Barcelona el 24 de febrero de 2009 durante las etapas eliminatorias de la Liga de Campeones 2008-09. Particularmente excéntrico, logra poner el balón en la red de con un efecto increíble del balón venciendo así a Víctor Valdés.
- Su último tiro libre bajo los colores de Lyon, registrado en 2009 en el césped del Olympique de Marsella, donde un rebote engaña a Steve Mandanda en el tiempo de detención y lleva el puntaje de la reunión a 3-1.

También se destaca un tiro libre de 37.2 m contra el CS Sedan para pasar a la primera final de la Copa de Francia de 2005. En el tiro, el balón tomó mucho efecto con más de un cambio de dirección (también conocido como tiro de la serpiente).

## Estadísticas

### Clubes
| Club | Temporada     | Div.          | Liga  | Liga  | Copas nacionales(1) | Copas nacionales(1) | Copa de La Liga | Copa de La Liga | Torneos internacionales(2) | Torneos internacionales(2) | Ligas estatales | Ligas estatales | Otros(3) | Otros(3) | Total | Total |
| Club | Temporada     | Div.          | Part. | Goles | Part.               | Goles               | Part.           | Goles           | Part.                      | Goles                      | Part.           | Goles           | Part.    | Goles    | Part. | Goles |
| --- | ------------- | ------------- | ----- | ----- | ------------------- | ------------------- | --------------- | --------------- | -------------------------- | -------------------------- | --------------- | --------------- | -------- | -------- | ----- | ----- |
| Sport Recife · Brasil | 1993          | 1.ª           | 2     | 0     | —                   | —                   | —               | —               | —                          | —                          | —               | —               | —        | —        | 2     | 0     |
| Sport Recife · Brasil | 1994          | 1.ª           | 22    | 3     | —                   | —                   | —               | —               | —                          | —                          | —               | —               | 1        | 2        | 23    | 5     |
| Sport Recife · Brasil | 1995          | 1.ª           | —     | —     | 2                   | 0                   | —               | —               | —                          | —                          | —               | —               | —        | —        | 2     | 0     |
| Sport Recife · Brasil | Total         | Total         | 24    | 3     | 2                   | 0                   | —               | —               | —                          | —                          | —               | —               | 1        | 2        | 27    | 5     |
| Vasco da Gama · Brasil | 1995          | 1.ª           | 21    | 3     | —                   | —                   | —               | —               | —                          | —                          | —               | —               | —        | —        | 21    | 3     |
| Vasco da Gama · Brasil | 1996          | 1.ª           | 15    | 7     | 2                   | 0                   | —               | —               | 3                          | 0                          | 21              | 3               | 6        | 1        | 47    | 11    |
| Vasco da Gama · Brasil | 1997          | 1.ª           | 18    | 4     | 3                   | 1                   | —               | —               | 6                          | 1                          | 21              | 1               | 2        | 1        | 50    | 8     |
| Vasco da Gama · Brasil | 1998          | 1.ª           | 18    | 3     | 4                   | 0                   | —               | —               | 7                          | 1                          | 5               | 1               | 2        | 1        | 36    | 6     |
| Vasco da Gama · Brasil | 1999          | 1.ª           | 20    | 2     | 4                   | 0                   | —               | —               | 6                          | 1                          | 12              | 4               | 10       | 4        | 52    | 11    |
| Vasco da Gama · Brasil | 2000          | 1.ª           | 28    | 7     | 1                   | 0                   | —               | —               | 12                         | 2                          | 8               | 2               | 12       | 0        | 61    | 11    |
| Vasco da Gama · Brasil | 2001          | 1.ª           | 1     | 1     | —                   | —                   | —               | —               | —                          | —                          | —               | —               | —        | —        | 1     | 1     |
| Vasco da Gama · Brasil | Total         | Total         | 121   | 27    | 14                  | 1                   | —               | —               | 34                         | 5                          | 67              | 11              | 32       | 7        | 268   | 51    |
| Olympique de Lyon Francia | 2001-02       | 1.ª           | 29    | 5     | 2                   | 0                   | 2               | 0               | 8                          | 0                          | —               | —               | —        | —        | 41    | 5     |
| Olympique de Lyon Francia | 2002-03       | 1.ª           | 31    | 13    | 1                   | 0                   | 1               | 0               | 7                          | 0                          | —               | —               | 1        | 0        | 41    | 13    |
| Olympique de Lyon Francia | 2003-04       | 1.ª           | 32    | 10    | 3                   | 2                   | —               | —               | 10                         | 5                          | —               | —               | 1        | 0        | 46    | 17    |
| Olympique de Lyon Francia | 2004-05       | 1.ª           | 32    | 13    | 2                   | 1                   | 1               | 0               | 9                          | 2                          | —               | —               | 1        | 0        | 45    | 16    |
| Olympique de Lyon Francia | 2005-06       | 1.ª           | 32    | 9     | 4                   | 1                   | —               | —               | 8                          | 4                          | —               | —               | —        | —        | 44    | 14    |
| Olympique de Lyon Francia | 2006-07       | 1.ª           | 31    | 10    | 2                   | 1                   | 2               | 0               | 7                          | 1                          | —               | —               | —        | —        | 42    | 12    |
| Olympique de Lyon Francia | 2007-08       | 1.ª           | 32    | 8     | 4                   | 2                   | 2               | 0               | 8                          | 3                          | —               | —               | —        | —        | 46    | 13    |
| Olympique de Lyon Francia | 2008-09       | 1.ª           | 29    | 7     | 1                   | 0                   | 1               | 0               | 7                          | 3                          | —               | —               | —        | —        | 38    | 10    |
| Olympique de Lyon Francia | Total         | Total         | 248   | 75    | 19                  | 7                   | 9               | 0               | 64                         | 18                         | —               | —               | 3        | 0        | 343   | 100   |
| Al-Gharafa S. C. Catar | 2009-10       | 1.ª           | 21    | 7     | 1                   | 0                   | —               | —               | 6                          | 0                          | —               | —               | 6        | 3        | 34    | 10    |
| Al-Gharafa S. C. Catar | 2010-11       | 1.ª           | 19    | 8     | 3                   | 1                   | —               | —               | 5                          | 0                          | —               | —               | 5        | 3        | 32    | 12    |
| Al-Gharafa S. C. Catar | Total         | Total         | 40    | 15    | 4                   | 1                   | —               | —               | 11                         | 0                          | —               | —               | 11       | 6        | 66    | 22    |
| Vasco da Gama · Brasil | 2011          | 1.ª           | 21    | 4     | —                   | —                   | —               | —               | 5                          | 1                          | —               | —               | —        | —        | 26    | 5     |
| Vasco da Gama · Brasil | 2012          | 1.ª           | 29    | 7     | —                   | —                   | —               | —               | 7                          | 2                          | 13              | 4               | —        | —        | 49    | 13    |
| Vasco da Gama · Brasil | Total         | Total         | 50    | 11    | —                   | —                   | —               | —               | 12                         | 3                          | 13              | 4               | —        | —        | 75    | 18    |
| New York Red Bulls Estados Unidos | 2013          | 1.ª           | 13    | 0     | 2                   | 0                   | —               | —               | —                          | —                          | —               | —               | —        | —        | 15    | 0     |
| Vasco da Gama · Brasil | 2013          | 1.ª           | 21    | 2     | 1                   | 0                   | —               | —               | —                          | —                          | —               | —               | —        | —        | 22    | 2     |
| Total carrera | Total carrera | Total carrera | 517   | 133   | 42                  | 9                   | 9               | 0               | 121                        | 26                         | 80              | 15              | 47       | 15       | 816   | 198   |
| (1) Incluye datos de la Copa de Brasil, Copa de Francia, Copa del Emir de Catar y U.S. Open Cup. (2) Incluye datos de la Copa Conmebol, Supercopa Sudamericana, Copa Libertadores, Copa Mercosur, Liga de Campeones de la UEFA, Copa de la UEFA, Liga de Campeones de la AFC y Copa Sudamericana. (3) Incluye datos de la Copa do Nordeste, Taça Cidade Maravilhosa, Torneo Río-São Paulo, Copa Intercontinental, Copa Interamericana, Copa Mundial de Clubes de la FIFA, Supercopa de Francia, Copa del Jeque Jassem y Copa Príncipe de la Corona de Catar. |               |               |       |       |                     |                     |                 |                 |                            |                            |                 |                 |          |          |       |       |

## Palmarés

### Campeonatos regionales
| Título                  | Club          | Sede           | Año  |
| ----------------------- | ------------- | -------------- | ---- |
| Campeonato Pernambucano | Sport Recife  | Pernambuco     | 1994 |
| Copa do Nordeste        | Sport Recife  | Brasil         | 1994 |
| Campeonato Carioca      | Vasco da Gama | Río de Janeiro | 1998 |
| Torneo Río-São Paulo    | Vasco da Gama | Brasil         | 1999 |

### Títulos nacionales
| Título                     | Club              | País    | Año  |
| -------------------------- | ----------------- | ------- | ---- |
| Serie A                    | Vasco da Gama     | Brasil  | 1997 |
| Serie A                    | Vasco da Gama     | Brasil  | 2000 |
| Division 1                 | Olympique de Lyon | Francia | 2002 |
| Trofeo de Campeones        | Olympique de Lyon | Francia | 2002 |
| Ligue 1                    | Olympique de Lyon | Francia | 2003 |
| Trofeo de Campeones        | Olympique de Lyon | Francia | 2003 |
| Ligue 1                    | Olympique de Lyon | Francia | 2004 |
| Trofeo de Campeones        | Olympique de Lyon | Francia | 2004 |
| Ligue 1                    | Olympique de Lyon | Francia | 2005 |
| Trofeo de Campeones        | Olympique de Lyon | Francia | 2005 |
| Ligue 1                    | Olympique de Lyon | Francia | 2006 |
| Trofeo de Campeones        | Olympique de Lyon | Francia | 2006 |
| Ligue 1                    | Olympique de Lyon | Francia | 2007 |
| Trofeo de Campeones        | Olympique de Lyon | Francia | 2007 |
| Ligue 1                    | Olympique de Lyon | Francia | 2008 |
| Copa de Francia            | Olympique de Lyon | Francia | 2008 |
| Copa de las Estrellas      | Al-Gharafa S. C.  | Catar   | 2009 |
| Campeonato de Liga         | Al-Gharafa S. C.  | Catar   | 2010 |
| Copa Príncipe de la Corona | Al-Gharafa S. C.  | Catar   | 2010 |
| Copa Príncipe de la Corona | Al-Gharafa S. C.  | Catar   | 2011 |

### Títulos internacionales
| Título                      | Club                | Sede      | Año  |
| --------------------------- | ------------------- | --------- | ---- |
| Torneo Esperanzas de Toulon | Selección de Brasil | Tolón     | 1995 |
| Copa Libertadores           | Vasco da Gama       | Guayaquil | 1998 |
| Copa América                | Selección de Brasil | Paraguay  | 1999 |
| Copa Mercosur               | Vasco da Gama       | São Paulo | 2000 |
| Copa Confederaciones        | Selección de Brasil | Alemania  | 2005 |

### Distinciones individuales
| Distinción                                          | Año              |
| --------------------------------------------------- | ---------------- |
| Bola de Prata de la revista Placar                  | 2000             |
| Jugador del mes de la Ligue 1                       | 2005, 2006       |
| Jugador del año de la Ligue 1                       | 2006             |
| Equipo del año de la Ligue 1                        | 2004, 2005, 2006 |
| Equipo del año de la European Sports Media          | 2006, 2007       |
| Jugador del año de la Asociación de Fútbol de Catar | 2010             |